# 国王の娘たち

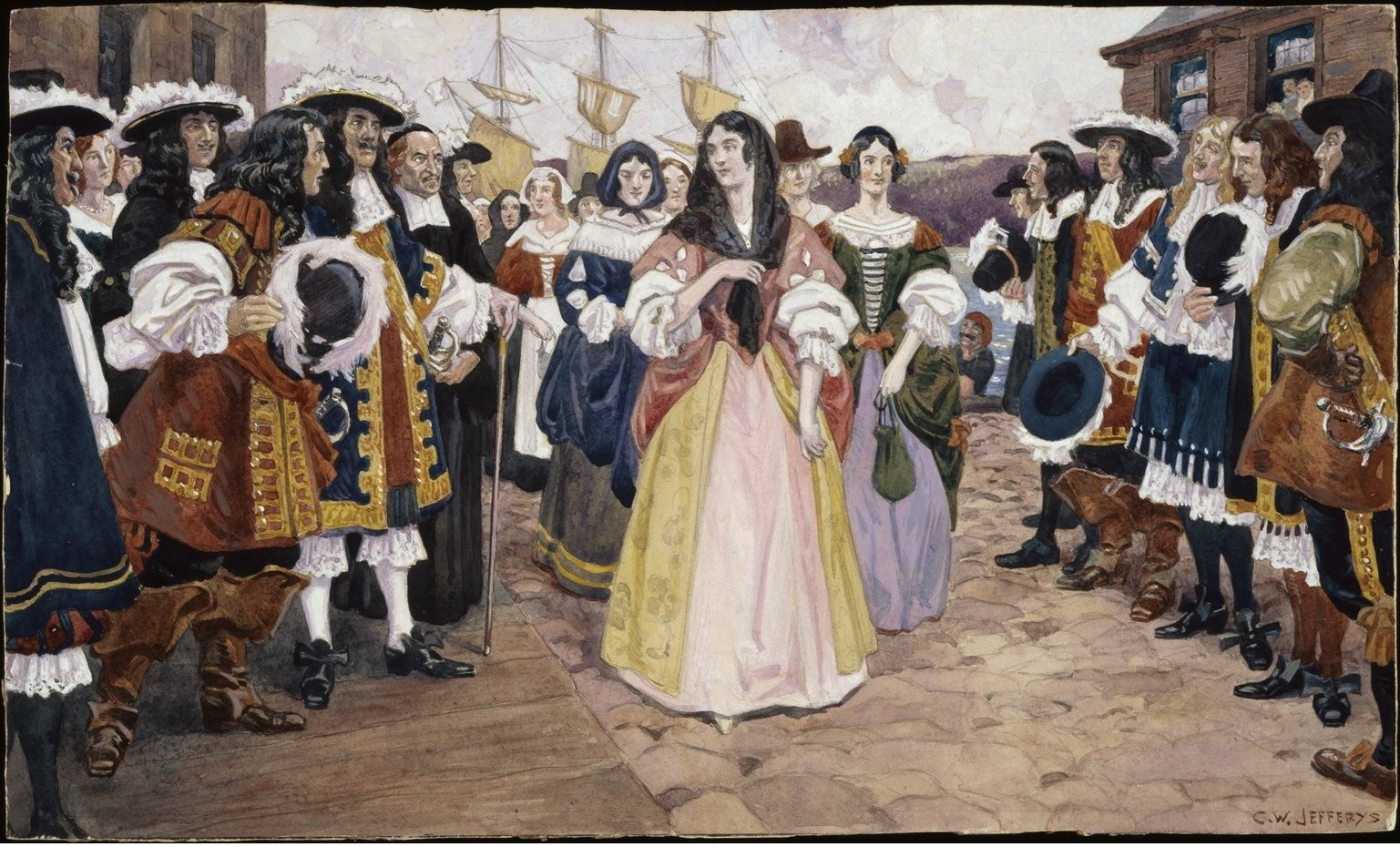
国王の娘たち チャールズ・ウィリアム・ジェフリーズ作

国王の娘たち（仏: Filles du Roi）は、1663年から1673年にかけて行われた、ルイ14世による植民地計画の一環であり、フランスの女性たちが、ヌーベルフランスのうち、現在のケベック州の一部に移民として送り込まれたものである。彼女たちは総数約800名に及び、植民地の人口の押し上げのため、入植者と家庭を持って定住し、子供を産むことへの期待が込められていた。この時期よりも前、あるいはその後にも、ヌーベルフランスに移住した女性や少女はいたが、彼女たちは国王の娘たちとはみなされなかった。この用語は、ルイ14世の計画に積極的に参加した女性たちを指すものであり、また、1663年より前には、ヌーベルフランスは、国王の直接支配下ではなく、ヌーベルフランス会社の管理下にあったからである。

## 成り立ち
当時のヌーベルフランスの産業は毛皮交易が中心で、1650年ごろの人口は約1200人であり、しかも、結婚適齢期にある男女の比率は六対一であった。このため、国王の娘たちがヌーベルフランスに送られることになった。国王の娘たちの名称は、ルイ14世が渡航費と持参金を負担したことによる。彼女たちは出身地も出身階層も様々で、ほぼ半数がパリの養護院の出身であり、約三分の一が、ノルマンディー、またはポワトゥーなどフランス西部の出身であった。これは、普通の入植者が、ヌーベルフランスへフランス本国から移民する場合も同じだった。ほとんどは庶民層出身であったが、かなりの貧困層出身者もおり、また、プロテスタント信者や売春婦もいたと言われ、いずれも修道女に付き添われてヌーベルフランスへと渡った。彼女たちは、到着後数カ月で結婚したが、住居のある男性が特に好まれた。

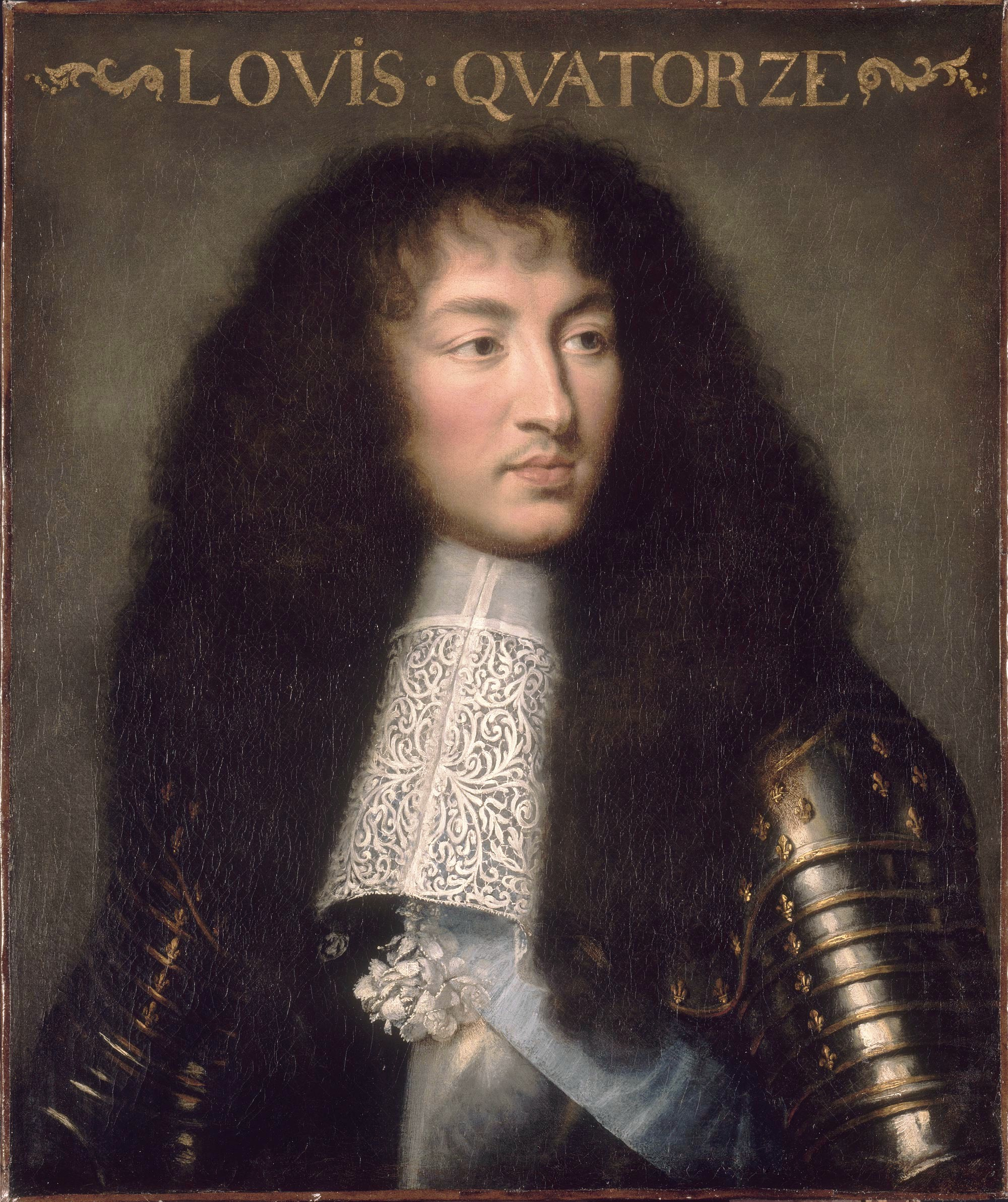
ルイ14世

国王の娘たちとはどういうもので、誰であったのか、この検討が長きにわたり何度もなされて来た。書き物で、この言葉を初めて使ったのは修道女マルグリット・ブールジョワで、国王の資金で渡航し、持参金を持たされた女性と、自らの意思で、自腹を切ってヌーベルフランスに渡った女性とをはっきり区別することが重要であるとみなしていた。ブールジョワ以外の著述家は、国王の娘たちが誰であったのかについて、年代別に構成した。大部分の歴史家たちが、約770人から850人が国王の娘たちであったということ、1663年から1673年の間にヌーベルフランスに渡ったという点で合意していた。

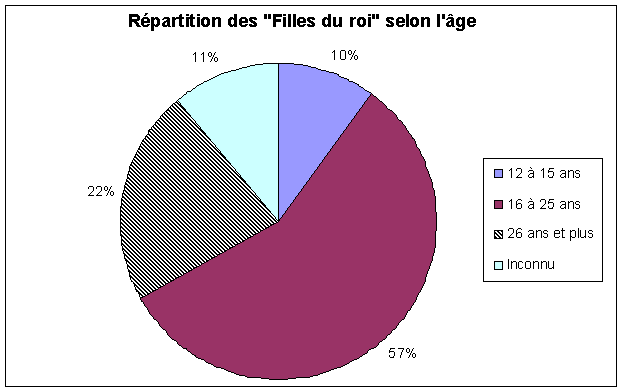
年齢別に見た国王の娘たち。16歳から25歳（紫の部分）が一番多い。

「国王の娘たち」は、独自の方法で国王の支援を受け取った。ルイ14世は、支援の100ポンドをまずフランス東インド会社に、渡航費、衣食と嫁入り道具の費用として支払い、また持参金も支払った。持参金は元々は400ポンドとなっていたが、国庫がそれだけの出費に耐えきれず、事実上は現物支給であった。現在のドイツやイングランド、ポルトガルと言った、ヨーロッパのほかの国からも少数の応募者がいた。国王の娘たちとして、ヌーベルフランスに渡ることを許された者たちには、厳しい基準が適用された。倫理面での資質、そして、入植者としての厳しい生活に耐えられるだけの健康面での適応性があるかどうかが基準で、事実、彼女たちの何人かはフランスに戻された。国王と、ヌーベルフランスのアンタンダンによるこの基準を満たさないと判断されたからだった。
ヌーベルフランスから見て、国王の娘たちは全く異なる社会的背景を持ち、また非常に貧しくもあった。彼女たちは、あるいは没落した名家の出であったり、または、子供を外に出さざるを得ない大家族の出身であった可能性もある。名家の出である女性は、ヌーベルフランスの官吏や紳士階級の階層の者と結婚した。

## ヌーベルフランスへの定着
国王の娘たちは、ケベック、トロワリビエール、モントリオールで下船した。ヌーベルフランスに着いた彼女たちが夫を探すのに要した時間は、それぞれ異なっていた。自分にふさわしい夫を探すのに、ある者にとっては数カ月、また別の者には3年を要した。夫探しとなると、また実際の結婚ということになると、多くの男女は教会で、聖職者と立会人の付き添いの元、正式に結ばれた。一部の夫婦は公証人の前に進み、結婚誓約書に署名した。結婚は、大抵は新婦の側の教区の司祭により執り行われた。結婚予告は結婚式の前に、教会で3回にわたり行われるべきものであったが、植民地側からの結婚の要請もあって、事実上結婚予告を受けたに等しい、わずかな数の国王の娘たちの早期の結婚が求められた。国王の娘たちのうち、737人がヌーベルフランスで結婚式を挙げたといわれる。
結婚誓約書は、女性の保護を意味した。夫婦や夫に経済的な危機が生じた場合、そして、選んだ女性を夫が気に入らずに結婚を無効にする場合の保護策であった。この結婚無効は、1669年から1671年の間の国王の娘たちの間で、とりわけ強かったように見える。持参金をめぐって、男性の間で一悶着あったと思われるからである。また、結婚しない男性には毛皮交易許可証が取り消されるなど、半強制的な結婚の奨励が進められたともいわれる。国王の娘たちの大半は安定した結婚生活を送ったと見られ、正式に離婚を願い出たのは4名であった。また、結婚しなかった32名のうちの大部分はフランス本国に帰国した。

## ヴィル＝マリーにおける国王の娘たち

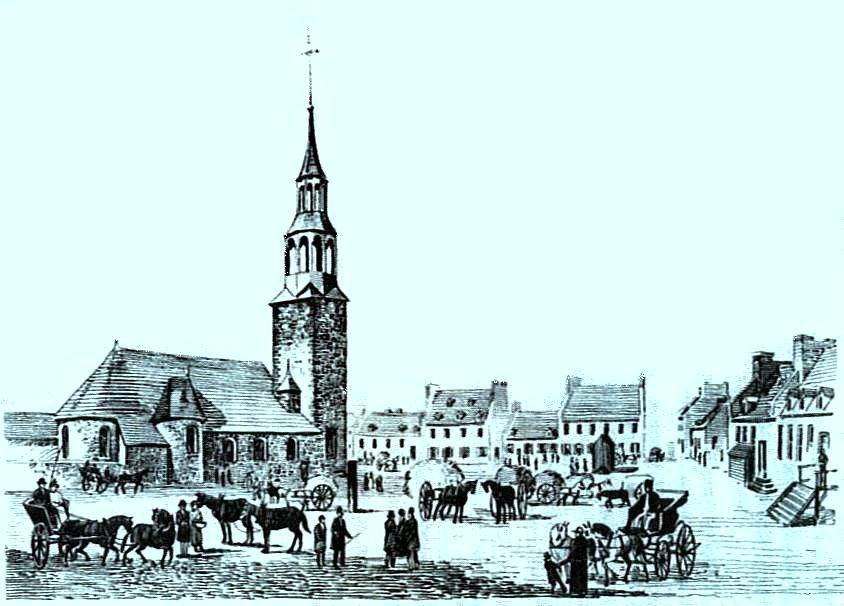
17世紀半ばのモントリオール

1663年より前には、フォール・ヴィル＝マリー、現在のモントリオールに移民する女性たちはすべて、ジャン＝ジャック・オリエとジェローム・ル・ロイエ・ド・ラ・ドーヴェルシエールが1641年にパリに創設した「ノートルダム・ド・モンレアル協会」の応募によるものだった。この時移民した女性たちの中には、ジャンヌ・マンス（1641年にこの組織の一員となる）やマルグリット・ブールジョワ（1659年に組織の一員となる）がいた。この組織は、ドーヴェルシエールが既にヴィル＝マリーと呼んでいた団体の大元となった。

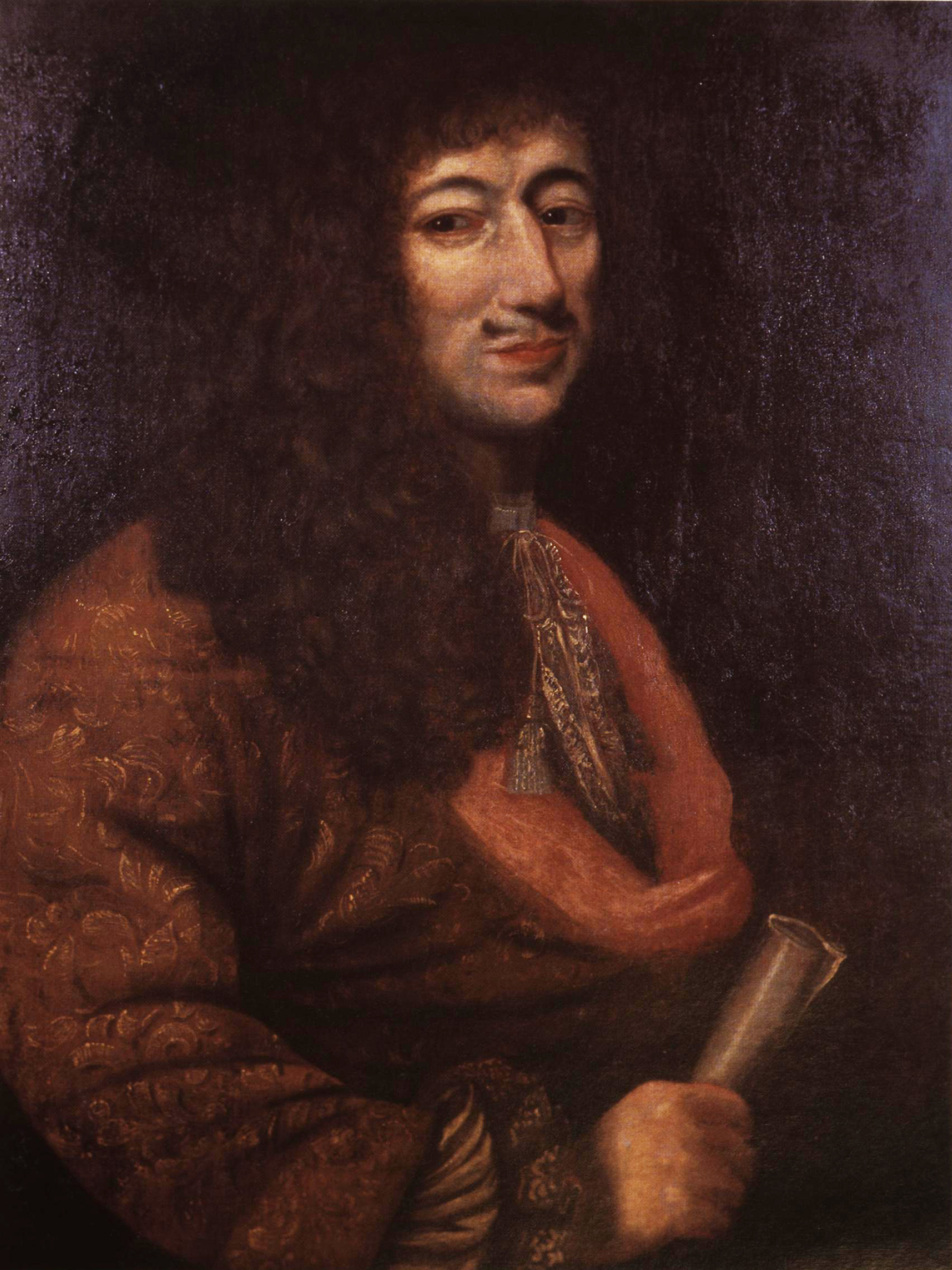
ジャン・タロン

1663年と1673年に限り、国王の娘たちはケベックに上陸した。そこでアンタンダンのジャン・タロンが建てた家に暮らしていたマダム・ブルボン（アンヌ・ガスニエ）に迎えられた。
国王の娘たちが、ヴィル＝マリー（モントリオール）で船を下りたのは、1663年と1664年の夏だけで、そこではマルグリット・ブールジョワが彼女たちを出迎えた。ヴィル＝マリーでは、ケベックのような居心地のいい家には受け入れられなかったが、1668年の夏に限り、彼女たちを受け入れるのにいくらか適した家、メゾン・サン＝ガブリエルに受け入れられた。この家は、ブールジョワが農場の外に建てたものだった。
こういったカナダの女性たちの助けを得て、国王の娘たちは、ヴィル＝マリーの厳しい気候に適応するすべを学び、そして最終的には入植者の妻となった。船が埠頭に着いてから50日間の間に結婚しないと、入植者の男性は漁業や狩猟の権利を取り上げられるため、早く結婚しなければならなかった。加えて、入植者の男性が国王の娘たちの一人と結婚すると、報酬を受け取ることができた。入植者や兵士には50ポンド、士官や官吏、その他社会的地位のある者には100ポンドだった。
1663年から1673年の間にヌーベルフランスに着いたと言われる女性たちで、ヴィル＝マリーに向かった者の人数ははっきりしていない。モントリオールとケベックの公文書には、この地で新しく築かれた家庭の名前が残されているが、これも不完全かつ信憑性に欠けるとされている。

## 国王の娘たちの子孫に当たる著名人
- 殿堂入りをしたアイスホッケー選手バーニー・ジョフリオンは、国王の娘たちの一人である、マリー・プリオールの直系の子孫である。マリーは、農夫であるピエール・ジョフリオンと結婚した。ピエールは結婚後しばらくは、キャリニャン＝サリエールの連隊に所属していた[32]。
- カトリーヌ・ギシュランの子孫の中で、カナダの首都オタワの創設に貢献した者がいる。その一人がルイ・コトレーで、カトリーヌの私生児のマリー・ヴァシェの子孫である。ルイは、米英戦争に、父親とローワー・カナダの民兵隊の一員として参戦し、オタワ初の執政官となった[33]。
- ルイ・コトレーの息子であるドミニク＝アマブル・クートレーは、カナダの国会議員を務めた[34][35]。

## 噂と伝説

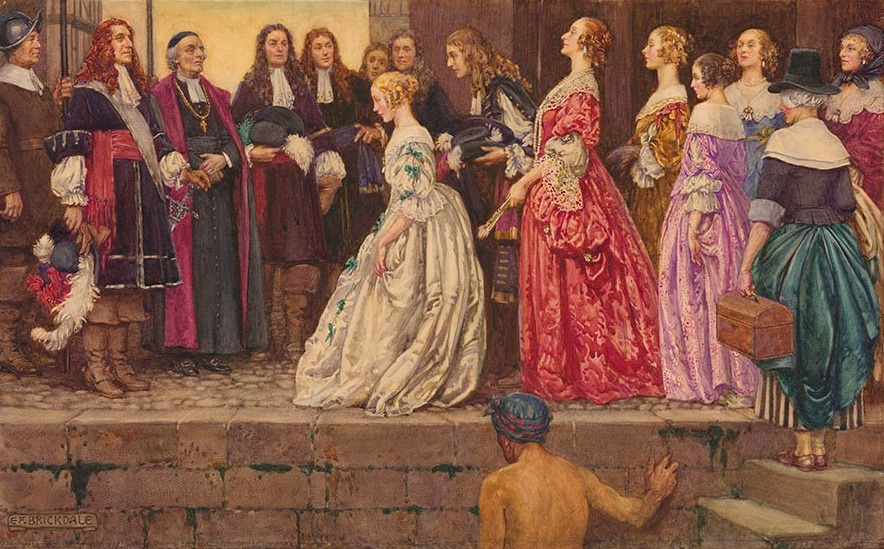
花嫁の到着　エレオノール・フォルテスキュ＝ブリックダール作
左から2番目がジャン・タロン、3番目がラヴァル神父

国王の娘たちを乗せた船が、トロワリビエールやモントリオールに向かう前にケベックに着いたため、ケベックの入植者たちは最初に彼女たちを選ぶ権利を与えられた。今も、ケベックシティの女性は、他の都市に比べて美人が多いと言われている。しかし、いくつかの文献によれば、彼女たちは見た目の魅力ではなく、むしろ、植民地の生活に耐えられること、子供を産める体であることを優先されたとされている。
国王の娘たちという発想は、17世紀の計画当初において、その実態は売春婦であったというよからぬ噂がある。恐らくは、その当時も、近代になってからも、誤った考えが新大陸のフランス植民地から発信されたせいであると思われる。この噂の一因は、最初の国王の娘たちが移民した頃、カナダは受刑者の巣窟であったと言う考えが定着していたためである。同時に、16世紀半ばに、フランスの犯罪者の記録を抹消する代わりに、カナダに送ろうという運動もあった。この2つはいずれも長続きせず、カナダは「モラルに問題のある土地」であるという見方を、何らかの理由でどうにか植え付けた程度だった。加えて、17世紀には、売春婦や女性犯罪者が、フランス領西インド諸島やルイジアナにやらされていて、一般には、フランス領の新大陸には、間違いなく売春婦が送られていると何かにつけて考えられていた。とりわけ、売春婦である国王の娘たちによって人口を増やすと言う考えは、ヌーベルフランス滞在中の男爵ラ・オントンの証言で知ることができる。サン＝アマン、タユマン・デ・レオー、そしてポール・レジュンもラ・オントンと同様の発言をしているが、証拠とされる文献はそれよりも前のものである。ラ・オントンの証言によれば、彼女たちは「普通の貞操観念」を持った女性たちであり、宗教の上での赦しを求めてカナダに渡ったのだとみなされていた。しかしながら、ラ・オントンのこの言葉は、早くも1738年にはクロード・ル・ボーから、1744年にはピエール・フランソワ・グザヴィエ・ド・シャルルヴォワから、国王の娘たちの渡航関連の文献で否定されている。
ペートル・ギャニエによれば、カリブ海にいた女性がカナダに行ったという記録はない。カナダでの売春行為で告発されたのは、800人近い「国王の娘たち」で唯一、カトリーヌ・ギシュランのみである。1675年8月19日、彼女はヌーベルフランス政府に、不倫と売春の罪で出向いた。2人の子供は友達の家の養子となり、彼女自身はケベックから追放された。彼女は、夫のニコル・ビュトーが家族を捨ててフランスに戻った後、売春婦になったと言われている。その後彼女は婚外子をたくさん生み、少なくとも2度の離婚をしたとされている。また、ソレルに戻り、更にモントリオールに移住してから、2度結婚したとも言われている。
国王の娘たちはその後、1672年のオランダ侵略戦争の勃発により、ヌーベルフランスの産業の育成共々打ち切られた。